# Blake Brockington
Blake Brockington (14 de mayo de 1996 - 23 de marzo de 2015) fue un hombre trans estadounidense cuyo suicidio atrajo la atención internacional. Anteriormente había recibido atención como el primer rey del baile de bienvenida de secundaria abiertamente transgénero en Carolina del Norte, y desde entonces había estado abogando por los jóvenes LGBT, la comunidad transgénero y contra la brutalidad policial. 

## Vida
Brockington nació el 14 de mayo de 1996 en Charleston, Carolina del Sur. Se mudó de Charleston a Charlotte, Carolina del Norte, cuando tenía 12 años
Brockington, a quien se le asignó el sexo femenino al nacer, se declaró públicamente transgénero mientras asistía a East Mecklenburg High School como estudiante de décimo grado. Su familia no apoyó su decisión de hacer la transición y se preguntaban por qué querría atraer más atención hacia sí mismo como joven negro. Como resultado, Brockington decidió vivir con una familia de acogida durante su transición. Eligió el nombre Blake después de que se le ocurrió en un sueño y porque le gustó lo masculino que sonaba.  Estaba tomando testosterona, que estaba cubierta por Medicaid, y había planeado hacerse una mastectomía una vez que pudiera pagarla.
Pasó dos años como tambor mayor de la banda de la escuela secundaria East Mecklenburg.
En 2014, Brockington recibió atención nacional por ser el primer rey de la fiesta de bienvenida de secundaria abiertamente transgénero en Carolina del Norte después de recaudar la mayor cantidad de dinero para la organización benéfica elegida por East Mecklenburg High School ($2,555.55), Mothering Across Continents. Más tarde indicó que el proceso había sido duro para él, diciendo: "Esa fue, sin duda, la parte más difícil de mi camino como persona trans. Se dijeron cosas realmente odiosas en internet. Fue duro. Vi lo estrecho de miras que es el mundo en realidad".
Después de su elección como rey del baile de bienvenida, comenzó a defender públicamente los derechos de los jóvenes transgénero y LGBT. Habló en el servicio del Día Internacional de la Memoria Transgénero de 2014 en Charlotte.  En diciembre de 2014, en la Plaza de la Independencia de Charlotte, organizó una protesta contra la brutalidad policial contra los negros. Participó en la organización de la exposición «Identificado públicamente: activista que sale del armario en Queen City» en el Museo Levine del Nuevo Sur en julio de 2014. Brockington también asesoraba a jóvenes transgénero. Habló en un documental de 8 minutos realizado en 2014 por tres estudiantes de la Universidad de Elon, "BrocKINGton", sobre su experiencia de ser acosado por ser transgénero y ser hospitalizado por autolesión.
Fue activo en la comunidad religiosa y participó en la Conferencia de la Red de Fe y Acción Trans celebrada en Charlotte en agosto de 2014.
Brockington se matriculó en la Universidad de Carolina del Norte en Charlotte y se especializó en educación musical. En el momento de su muerte, se encontraba de baja médica y no asistía a clases. Dijo que sus planes eran convertirse en director de banda y compositor.

## Muerte
Antes de su muerte, Brockington había indicado que había experimentado años de depresión y comportamiento destructivo, como la autolesión. También indicó que anteriormente había tenido pensamientos suicidas. Dos meses antes de su muerte, publicó en su página de Tumblr : "Aunque mejorara mentalmente, nunca querría seguir en un mundo como este". Un mes antes, publicó: "Estoy esperando el momento en que mi oscuridad y yo nos separemos de mi cuerpo". Una semana antes de su muerte, publicó: "Estar en mi cabeza es como ser un mariscal de campo jugando contra toda una línea defensiva". Finalmente, el día de su muerte, publicó: "Estoy tan agotado".
Brockington murió el 23 de marzo de 2015, después de ser atropellado por varios vehículos en la circunvalación exterior de la carretera interestatal 485 cerca de Pavilion Boulevard en Charlotte. El incidente fue considerado un suicidio y fue similar en naturaleza a los suicidios de Ash Haffner y Leelah Alcorn.
Brockington fue enterrado en Ravenel, Carolina del Sur, por su familia el 28 de marzo de 2015.

## Reacción
En su obituario, la familia de Brockington, que todavía no acepta su identidad transgénero, utilizó pronombres femeninos y se refirió a él por su deadname. Poco antes de su muerte, había declarado a los medios que no estaba en contacto con gran parte de su familia.
El 24 de marzo de 2015, el día después de la muerte de Brockington, alrededor de 100 personas acudieron a la sede de Time Out Youth en North Davidson Street, donde Brockington había sido cliente, para compartir historias y consolarse mutuamente.
Southerners On New Ground celebró un servicio conmemorativo para Brockington en Durham, Carolina del Norte, el 28 de marzo de 2015.
Tres docenas de miembros de la comunidad de Charlotte asistieron a un servicio conmemorativo por Brockington celebrado el 29 de marzo de 2015 en la Iglesia Comunitaria Sacred Souls. Rodney McKenzie, director de trabajo religioso del Grupo Nacional de Trabajo LGBTQ, viajó desde la ciudad de Nueva York para asistir al servicio y comentó: «Esta es una pérdida para todos ustedes y una pérdida para nuestro movimiento y nuestro mundo... Todos nos sentimos profundamente conmovidos y tristes... Esto nos conmueve a todos, en todas partes». El director ejecutivo de Campus Pride, Shane Windmeyer, comentó durante el servicio: «En días como hoy, en las últimas semanas, el dolor es cada vez mayor... Es un trágico recordatorio de nuestro deber como individuos de hacer más, de esforzarnos más para cambiar y salvar vidas». La pareja de Brockington, Flo Ethier, leyó el pasaje bíblico favorito de Brockington: 1 Corintios 13.
Muchos han señalado que lo que le ocurrió a Brockington encaja en un patrón peligroso de comportamiento dañino hacia los jóvenes transgénero, quienes a menudo enfrentan cantidades desproporcionadas de acoso, hostigamiento, discriminación y violencia. Josh Burford, subdirector de diversidad sexual y de género en la UNC Charlotte, quien trabajó con Brockington en la exhibición en el Museo Levine, declaró a la prensa: «Lo que le sucedió a Blake forma parte de un problema sistémico, especialmente para los estudiantes trans de color. No se rindió. No se dio por vencido... Es víctima de lo que les sucede a diario a estos jóvenes».
Se celebraron otros servicios conmemorativos en ciudades como Minneapolis, Washington D. C., y un servicio adicional en Charlotte.
En 2018, el proyecto de archivo de la comunidad LGBTQ recibió el nombre oficial de "Archivo comunitario King-Henry-Brockington" para continuar con el legado del impacto de Blake en la comunidad local de Charlotte. Josh Burford, quien había trabajado con Blake, decidió incluir el nombre de Blake como un recordatorio permanente del trabajo de este joven activista.